# In the Closet
"In the Closet" é uma canção do cantor Michael Jackson, lançada em seu álbum Dangerous, de 1991. A canção alcançou #1 no chart R&B.

## Música
"In the Closet" é um termo do idioma inglês que significa que parte da vida da pessoa não deve ser exposta, seja por ser desconhecida ou simplesmente por vergonha do fato, como se fosse a porta de um armário que, por alguma razão, não pode ser aberta. É um termo confuso, porém bastante popular na cultura americana. Quando Michael Jackson e Teddy Riley sentaram para escrever a canção, eles planejavam criar algo sobre manter um relacionamento amoroso em sigilo. Entretanto, quando a música foi lançada, o público reagiu de forma diferente. Muitos acharam que Jackson era homossexual, pois, além da letra da canção, o cantor jamais exibiu sua vida amorosa em público, salvo as vezes em que aparecia publicamente ao lado de Brooke Shields. Na tentativa de suprimir os boatos, foi produzido um video-clipe, dirigido por Herb Ritts, onde Jackson aparece em meio a danças sensuais com a modelo Naomi Campbell.
"In the Closet" é apresentada em um tipo de deserto que tem no meio dele uma grande mansão, com Michael e Naomi (vocais da Princesa Stéphanie de Mônaco na versão original do disco) realizando danças sensuais. No início da canção, a garota começa falando frases sensuais. Também no videoclipe tem a participação de um cover de Michael. Originalmente, contaria com a participação de Madonna. Michael pediu para que ela apresentasse ideias, e assim a cantora o fez. Se o conceito dela fosse seguido no vídeo, ela vestiria-se de homem e ele de mulher. A ideia seria explorar o cross-dresser e as ideias de inversão de papéis. Michael simplesmente ficou perplexo e recusou prontamente por achar provocante, ousado e vulgar demais.

## Ao Vivo
Michael Jackson apresentou "In the Closet" ao vivo somente na HIStory World Tour dentro de um Medley de Scream/They Don't Care About Us.

## Single
Mixes Behind Door 3 - CD-Maxi
1. In The Closet (Club Edit)
2. In The Closet (The Newark Mix)
3. In The Closet (The Promise)
4. In The Closet (The Vow)
5. Remember The Time (New Jack Jazz (21))

Mixes Behind Door 2 - CD-Maxi
1. In The Closet (The Mission)
2. In The Closet (Freestyle Mix)
3. In The Closet (The Mix Of Life)
4. In The Closet (The Underground Dub)

CD-Maxi
1. In The Closet (7" Edit)
2. In The Closet (The Mission Radio Edit)
3. In The Closet (Club Edit)
4. In The Closet (Club Mix)
5. In The Closet (The Underground Mix)
6. In The Closet (Touch Me Dub)
7. In The Closet (The Underground Dub)
8. Remember The Time (The New Jack Jazz (21))

7" Single
1. In The Closet
2. Michael Jackson And Mystery Girl - Duet In The Closet (The Mission Radio Edit)